# Лаздину Пеледа
Лазди́ну Пеле́да (лит. Lazdynų Pelėda, «Сова из орешника») — общий псевдоним двух литовских писательниц-сестёр Софии Иванаускайте-Пшибиляускене (16 (28) сентября 1867, Парагяй, ныне Акмянского района — 15 марта 1926, там же) и Марии Иванаускайте-Ластаускене (3 (15) мая 1872, Шяуляй — 19 июля 1957, Каунас), которым они пользовались в 1898—1926.

## Творчество
Произведения, опубликованные под псевдонимом Лаздину Пеледа в 1898—1908, почти все принадлежат Софии Иванаускайте (в 1891 вышла замуж за помещика Пшибиляускаса). С 1908 под тем же псевдонимом печатались рассказы и повести её сестры Марии Иванаускайте (в 1903 вышла замуж за известного впоследствии белорусского деятеля Вацлава Ластовского): Мария писала на польском языке, её сочинения свободно переводила на литовский язык София. Поэтому в довольно продуктивном творчестве Лаздину Пеледы доминирующая роль принадлежит Софии. После смерти сестры Мария Ластаускене стала писать на литовском языке и публиковать свои произведения под собственной фамилией (по мужу).
В советском литературоведении их творчество относили к критическому реализму. Нынешние исследователи предпочитают термин психологический реализм. Основная тематика Лаздину Пеледы — судьба женщины, жизнь литовской деревни, деградация дворянства, противоречия между крестьянами и помещиками.
Наиболее значительные произведения: повести «Скиталец» (1902), «Исчезло, как сон» (1908), «Ошибка» (1908), «Новая тропа» (1912), «Пан Драмблявичюс» (1921); рассказы «Сирота» (1898), «У самого поместья» (1907), «Матушка позвала» (1908), «Первая служба» (1922) и др.
С 1966 года в родной усадьбе писательниц действует мемориальный музей. В 1995 году в Вильнюсе был открыт памятник «Сёстры» (скульптор Даля Матулайте, архитекторы Римантас Буйвидас и Юрас Балькявичюс.